# 우첸첸
우첸첸(중국어 간체자: 邬倩倩, 병음: Wū Qiànqiàn, 한자음: 오천천, 1955년 7월 29일 ~ )은 중국의 배우이다.